# Сазонова Валентина Федорівна
Валентина Федорівна Сазонова (нар. 8 квітня 1943, Владимир) — радянський і російський фізико-хімік. Доктор хімічних наук (1995); професор; керівник наукової школи «Наукові основи флотаційного методу очистки техногенних вод». Почесна грамота Всесоюзного хімічного товариства ім. Д. І. Менделєєва.

## Біографія
В. Ф. Сазонова народилася 8 квітня 1943 р. у м. Владимирі в родині службовців. У 1960 р. вступила на хімічний факультет Одеського державного університету ім. І. І. Мечникова (нині — Одеський національний університет ім. І. І. Мечникова). З четвертого курсу спеціалізувалася на кафедрі фізичної хімії. Її студентська науково-дослідна робота, здійснена під керівництвом професора О. К. Давтяна, була присвячена визначенню питомої поверхні каталізаторів паливних елементів.
У 1965 р. В. Ф. Сазонова закінчила університет і отримала кваліфікацію хіміка, фізико-хіміка. Трудову діяльність вона почала у Всесоюзному науково-дослідному інституті ставного рибного господарства на посаді молодшого наукового співробітника лабораторії гідрохімії. Вивчала склад і властивості води і ґрунту ставів. Пройшла стажування в Інституті біології внутрішніх вод АН СРСР, освоїла метод емісійної спектроскопії.
У 1967 р. В. Ф. Сазонова повернулася до Одеси й була прийнята на роботу в Одеський держуніверситет на посаду старшого лаборанта кафедри фізичної хімії. З 1972 р. на кафедрі під керівництвом професора Л. Д. Скрильова розпочалися дослідження в галузі фізико-хімії поверхневих явищ. В. Ф. Сазонова активно включилася в науково-дослідну роботу в цьому напрямку. Вивчила вплив природи емульгаторів на стійкість емульсій екстрагентів.
У 1974 р. вона вступила до аспірантури при кафедрі фізичної та колоїдної хімії. Працювала під керівництвом професора Л. Д. Скрильова над кандидатською дисертацією «Фізико-хімічні закономірності флотаційного виділення та розділення іонів рідкісноземельних елементів», яку успішно захистила у 1981 р. в Московському хіміко-технологічному інституті (МХТІ) ім. Д. І. Менделєєва.
У дисертації В. Ф. Сазонова привела раніш невідомі експериментальні дані, які підтверджують принципову можливість флотаційного виділення і розділення рідкісноземельних елементів за допомогою калійових солей жирних та абієтинової кислот. Встановлено склад та властивості алкілкарбоксилатів та абієтатів рідкісноземельних елементів (з використанням методів інфрачервоної спектроскопії, рентгенографії, емісійної спектроскопії, термогравіматерії, кондуктометрії).
Після закінчення аспірантури В. Ф. Сазонова працювала асистентом кафедри фізичної хімії, почала читати лекції з фізичної та колоїдної хімії. З 1981 р. читає розроблений нею спецкурс «Фізико-хімія поверхневих явищ».
У 1982 р. В. Ф. Сазонову обрали доцентом кафедри фізичної хімії і з цього ж року студентам хімічного факультету вона читала курс фізичної хімії, а з 1985 р. — курс колоїдної хімії. Розроблений нею спецпрактикум до курсу «Фізико-хімія поверхневих явищ» містить оригінальні роботи, засновані на результатах власних наукових досліджень.
У 1995 р. В. Ф. Сазонова захистила докторську дисертацію «Фізико-хімічні основи процесу флотаційного виділення та розділення іонів важких металів» і отримала наукових ступінь доктора хімічних наук. Захист відбувся у Фізико-хімічному інституті захисту навколишнього середовища і людини Міністерства освіти та НАН України при Одеському державному університеті ім. І. І. Мечникова.

## Наукова діяльність
В. Сазонова розробляє теорію концентрування речовин молекулярної і колоїдної ступенів дисперсності методом флотації.
У докторській дисертації В. Ф. Сазонова на основі узагальнення експериментальних даних опрацювала колоїдно-хімічну модель процесу флотаційної очистки стічних вод промислових підприємств від іонів важких металів. Запропонований нею новий термодинамічний підхід до вивчення процесу міцелоутворення поверхнево-активних речовин дозволив термодинамічно обґрунтувати емпіричні рівняння, які встановлюють залежність між критичною концентрацією міцелоутворення і числом метиленових груп в молекулі поверхнево-активної речовини (рівняння Клевенса) і концентрацією проти іонів (рівняння Корріна), розробити методики прогнозування раціональних технологічних параметрів флотаційної очистки стічних вод. Сформульовані в дисертації уявлення про суть та механізм явищ, які лежать в основі елементарних актів флотаційного процесу, є основою нового перспективного напрямку в області фізико-хімії поверхневих явищ.
В. Ф. Сазонова зробила внесок у розв'язання практично важливих питань, передусім екологічного характеру. Результати її наукових досліджень були використані при розробці і впроваджені у виробництво технологічних схем очистки стічних вод гальванічних відділень підприємств різного профілю. Схеми, що впроваджені на ВО «Чернівцілегмаш» (1987) і на Одеському верстатобудівельному ВО (1993), дозволяють очищати промивні стічні води гальванічних відділень, забруднених іонами важких металів, до норм, які відповідають вимогам ДЕСТ до технічної води і завдяки цьому перейти до безвідходної технології виробництва.
В. Ф. Сазонова є автором понад 130 наукових праць, в тому числі 4 винаходів і більше 90 статей, опублікованих у провідних журналах країн СНД. Співавтором більшої частини робіт є учні В. Ф. Сазонової — аспіранти і студенти.
Нагороджена багатьма Почесними грамотами: Всесоюзного хімічного товариства ім. Д. І. Менделєєва, Управління народної освіти Одеського облвиконкому, Одеської обласної державної адміністрації тощо.

## Праці
- О флотационном выделении ионов, собранных с помощью тонкоэмульгированных растворов собирателей / Л. Д. Скрылев, В. Ф. Сазонова // Изв. высш. учеб. заведений. Цв. металлургия. — 1978. — № 5. — С. 144—147.
- О расчете оптимальных значений рН для ионной флотации поливалентных металлов / Л. Д. Скрылев, В. Ф. Сазонова // Изв. высш. учеб. заведений. Цв. металлургия. — 1980. — № 3. — С. 24-27.
- Об оптимальной длине углевородной цепи карбосодержащих адсорбентов ионов РЗЭ / Л. Д. Скрылев, В. Ф. Сазонова // Изв. высш. учеб. заведений. Химия и хим. технология. — 1980. — Т. 23, № 8. — С. 1003—1006.
- Капринат калия как осадитель и флотационный собиратель ионов редкоземельных элементов / Л. Д. Скрылев, В. Ф. Сазонова, А. Г. Невинский // Укр. хим. журн. — 1980. — Т. 46, № 7. — С. 710—713.
- О продуктах взаимодействия хлорида гольмия и лаурата калия / Л. Д. Скрылев, В. Ф. Сазонова, И. И. Сейфуллина // Журн. неорг. химии. — 1980. — Т. 25, № 11. — С. 2948—2952.
- О перспективности использования пенного фракционирования в практике выделения и разделения ионов редкоземельных элементов / Л. Д. Скрылев, В. Ф. Сазонова, И. А. Легенченко // Химия и технология редких и рассеянных элементов. — Ереван, 1981. — С. 199—207.
- Оценка гидрофильно-липофильных свойств ПАВ по величине их ККМ / Л. Д. Скрылев, В. Ф. Сазонова, Т. Л. Скрылева // Изв. высш. учеб. заведений. Химия и хим. технология. — 1987. — Т. 30, № 5. — С. 72-76.
- Термодинамический анализ процесса взаимодействия ПАВ с ионами цветных металлов / Л. Д. Скрылев, В. Ф. Сазонова, Т. Л. Скрылева, Е. А. Яхова //  Изв. высш. учеб. заведений. Цв. металлургия. — 1991. — № 6. — С. 8-11.
- Гетерокоагуляционная модель ионной флотации / Л. Д. Скрылев, О. В. Перлова, В. Ф. Сазонова // Изв. высш. учеб. заведений. Цв. металлургия. — 1991. — № 5. — С. 6-12.
- Коллоидно-химические основы защиты окружающей среды от ионов тяжелых металлов. Ионная флотация / Л. Д. Скрылев, В. Ф. Сазонова. — Киев, 1992. — 215 с.
- Влияние кислотности раствора на степень осаждения из него ионов поливалентных металлов калиевыми солями насыщенных жирных кислот / Л. Д. Скрылев, В. Ф. Сазонова, Т. Л. Скрылева // Укр. хим. журн. — 1994. — Т. 60, № 3/4. — С. 247—250.
- Роль электроповерхностных явлений в процессах флотационного выделения ионов поливалентных металлов / Л. Д. Скрылев, В. Ф. Сазонова, О. В. Перлова // Вопросы химии и хим. технологии. — 1999. — № 1. — С. 302—304.
- Mechanism and thermodynamic of ionic surfactants adsorption of some f-metals hydroxides / O. V. Perlova, V. F. Sazonova, A. A. Shirykalova // Col. Abst. 7-th Polish-Ukrainian Sumposium on Theoretical and Experimental Studies of Interfacial Phenomena and their Technological Applications (15-18 Sept. 2003, Lublin). — Lublin, 2003. — P. 176—178.
- Adsorption of lanthanum alkylcarboxylates on fine-emulsified fatty acids / V. F. Sazonova, M. A. Kojemyak, O. V. Perlova // Theoretical and experimental studies of interfacial phenomena and their technological application : 10-th UkrainianPolish Symposium (26-30 Sept. 2006, Lvov): proceedings. — Lvov, 2006. — Р. 2. — P. 16-17.
- Флотационное концентрирование разбавленных растворов и эмульсий / В. Ф. Сазонова, А. Н. Пурич, Л. М. Солдаткина // Причорном. еколог. бюл. — 2006. — № 2 (20). — С. 75-77.
- Интенсификация флотационного выделения тонкоэмульгированного трибутилфосфата с помощью анионных собирателей / В. Ф. Сазонова, М. А. Кожемяк // Вісн. Одес. нац. ун-ту. — 2009. — Т. 14, вип. 3-4 : Хімія. — С. 108—118.
- Kinetics of sorption of uranium (VI) compounds with zirconium-silica nanosorbents / O. V. Perlova, V. F. Sazonova, N. A. Perlova, N. A. Yaroshenko // Russian Journal of Physical Chemistry A. — 2014. — Vol. 88, iss. 6. — P. 1012—1016.